# Cirque de Mafate

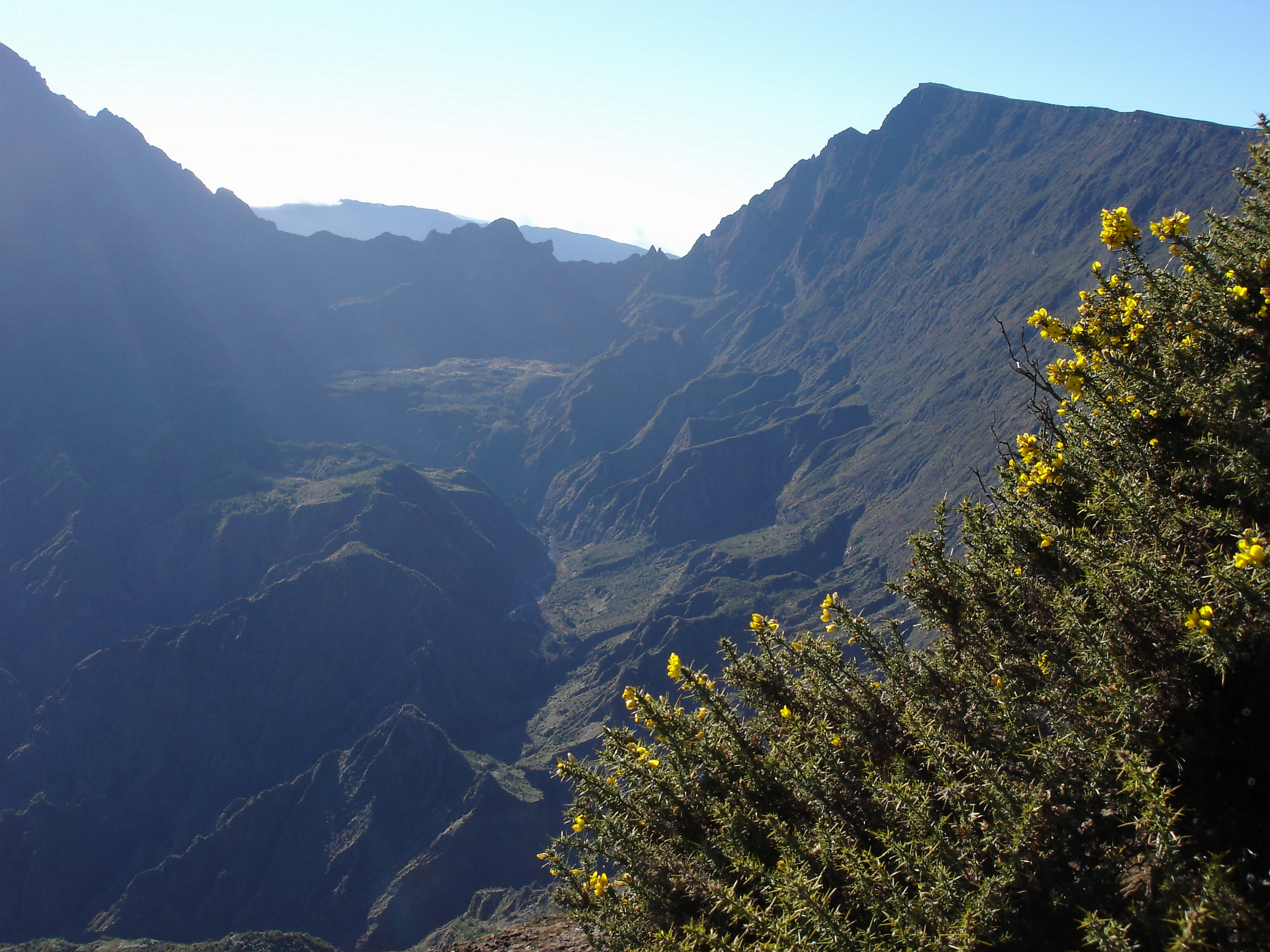
Zicht op de Cirque de Mafate vanaf Le Maïdo

De Cirque de Mafate is een van de drie caldeira's rond de slapende vulkaan Piton des Neiges op het Franse eiland Réunion. De caldeira bevindt zich noordwestelijk van de Piton des Neiges en is werelderfgoed van Unesco sinds 2010 onder de benaming Pitons, cirques en remparts van Réunion.
De Cirque de Mafate bevindt zich op het grondgebied van de gemeenten Saint-Paul en La Possession. De caldeira telt ongeveer veertig kleine nederzettingen (îlets), waarvan de meeste gesticht zijn door marrons, die zich vestigden in het ontoegankelijke hoogland van het eiland. Mafate was de naam van een marron, een ontsnapte zwarte slaaf. De îlets worden ook bewoond door petits blancs, arme blanke boeren.
In totaal wonen er ongeveer 700 mensen in de caldeira. In de jaren 1950 telde men er nog een honderdtal îlets, maar een groot deel is intussen verlaten. Er is immers een gebrek aan infrastructuur (scholen, gezondheidszorg, winkels en diensten) en veel transport moet gebeuren per helikopter omdat er geen wegen zijn naar of in het keteldal. Bekende îlets zijn Roche-Plate, Aurère, La Nouvelle en Marla. 
Het wandeltoerisme is belangrijk. Er zijn ongeveer 150 km aan wandelpaden. Er wordt aan kleinschalige landbouw gedaan; er worden onder andere linzen, citrusvruchten en knoflook verbouwd.  
Le Cimandef (2228 m) scheidt de Cirque de Salazie van de Cirque de Mafate.  Via de Col de Taïbit kan de zuidelijker gelegen Cirque de Cilaos worden bereikt. De 35 km lange rivier Les Galets ontspringt in het keteldal.
De Cirque de Mafate ligt in het Nationaal Park Réunion. De noordoostelijke flank van de caldeira is beschermd als Réserve biologique dirigée de Bras des Merles Bras Bémalé.